# Emil Hasselblatt

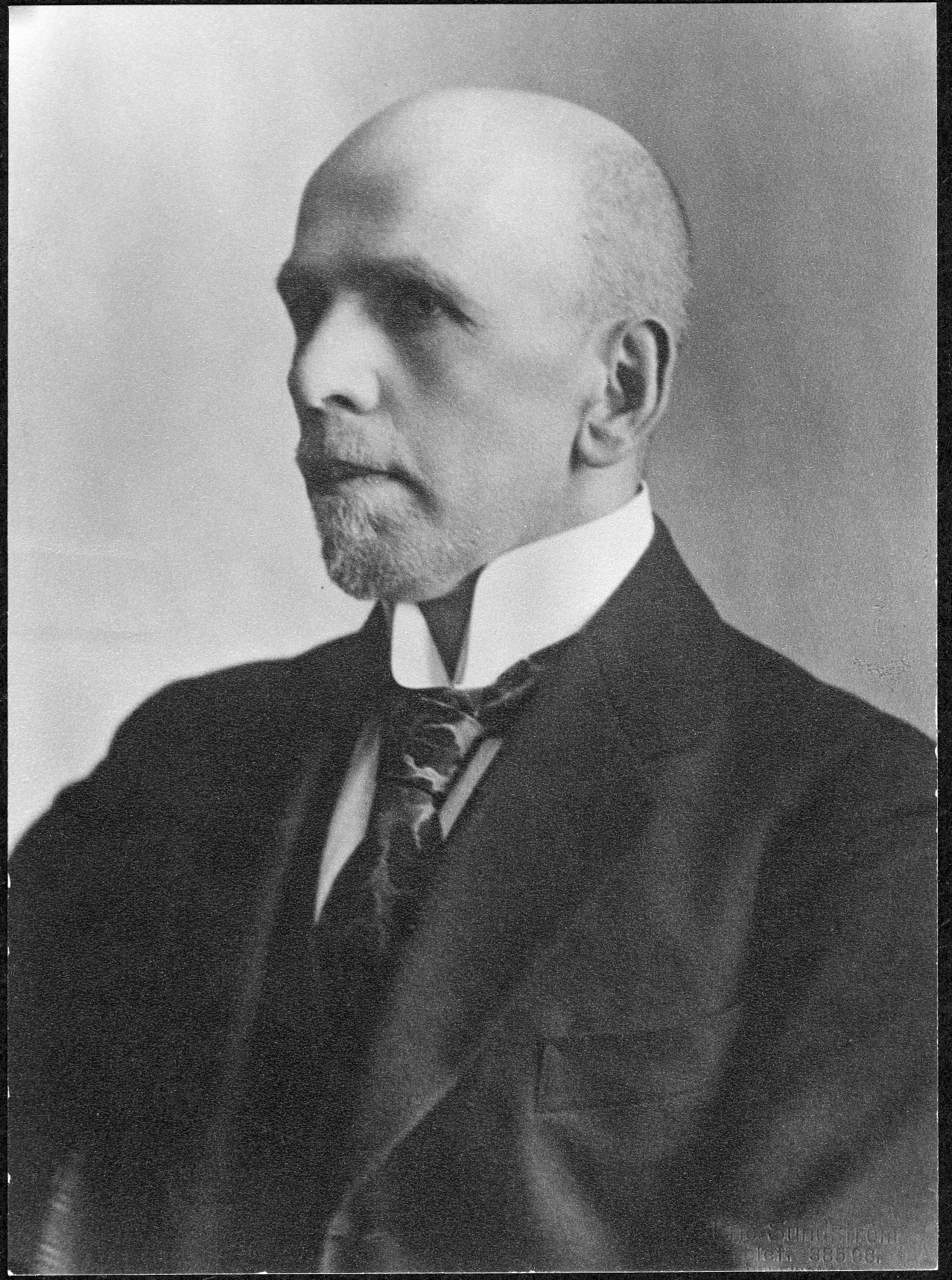
Emil Hasselblatt år 1919.

Emil Alarik Hasselblatt, född 3 december 1874 i Uleåborg, död 24 oktober 1954 i Helsingfors, var en finlandssvensk litteraturkritiker och översättare. 
Hasselblatt blev student 1893 och filosofie magister 1897, inträdde i Helsingfors universitetsbiblioteks tjänst 1894, blev amanuens 1907 och assistent 1918. Han var 1898–1903 teaterkritiker i Finsk Tidskrift, vars redaktion han tillhörde. Han publicerade där, i Euterpe och i Nya Argus, en mängd studier och kritiker rörande främst svensk och norsk modern skönlitteratur, vilka samlade utkom under titeln Dikt och diktare (1918); bland dem kan särskilt nämnas uppsatserna om Oscar Levertin och Sigbjørn Obstfelder. 
Hasselblatt var styrelseledamot i Svenska litteratursällskapet i Finland och vice ordförande i Finlands svenska författarförening.